# Sony Xperia P
Sony Xperia P är en mobiltelefon från Sony som lanserades tillsammans med syskonen Xperia S och Xperia U under första halvåret 2012. Telefonerna i serien känns lätt igen på det helt genomskinliga partiet under skärmen. Xperia P har aluminiumhölje och utmärkte sig vid tidpunkten för lanseringen med bland annat kompetent kamera, HDMI-port, och en ljusstark skärm.

### Webbkällor
- ”Sony Xperia P - Full phone specifications” (på engelska). GSM Arena. http://www.gsmarena.com/sony_xperia_p-4436.php. Läst 3 januari 2016.